# La Perouse Pinnacle
La Perouse Pinnacle ist eine kleine, unbewohnte Felsinsel im Pazifischen Ozean, welche geographisch zu den Nordwestlichen Hawaiʻi-Inseln und politisch zum US-Bundesstaat Hawaiʻi gehört. Benannt ist die Insel nach dem französischen Entdecker Jean-François de La Pérouse.

## Geographie
La Perouse Pinnacle befindet sich im Zentrum der French Frigate Shoals, des vom Durchmesser her größten Atolls der Hawaiʻi-Inseln. Der sich steil aus der Lagune erhebende Basalt-Felsen stellt den mittlerweile fast vollständig versunkenen Rest des einstigen Zentralvulkans dar. Die Insel weist eine Fläche von 3677 m² (0,0037 km²) auf und erreicht eine Höhe von 36 m über dem Meer. Eine Veröffentlichung von 1971 gibt eine Länge von 229 Metern in nordwestlich-südöstlicher Richtung an, und eine maximale Breite von 50 Metern.
Da die anderen Motus des Atolls korallinen Ursprungs sind, stellt La Perouse Pinnacle ein besonderes Habitat für Tiere und Pflanzen, insbesondere für Algen, dar. Der Felsen ist mit etwas Moos und Gras bewachsen.